# Aito M9
Aito M9 – hybrydowy i elektryczny samochód osobowy typu SUV klasy luksusowej produkowany pod chińską marką Aito od 2023 roku.

## Historia i opis modelu

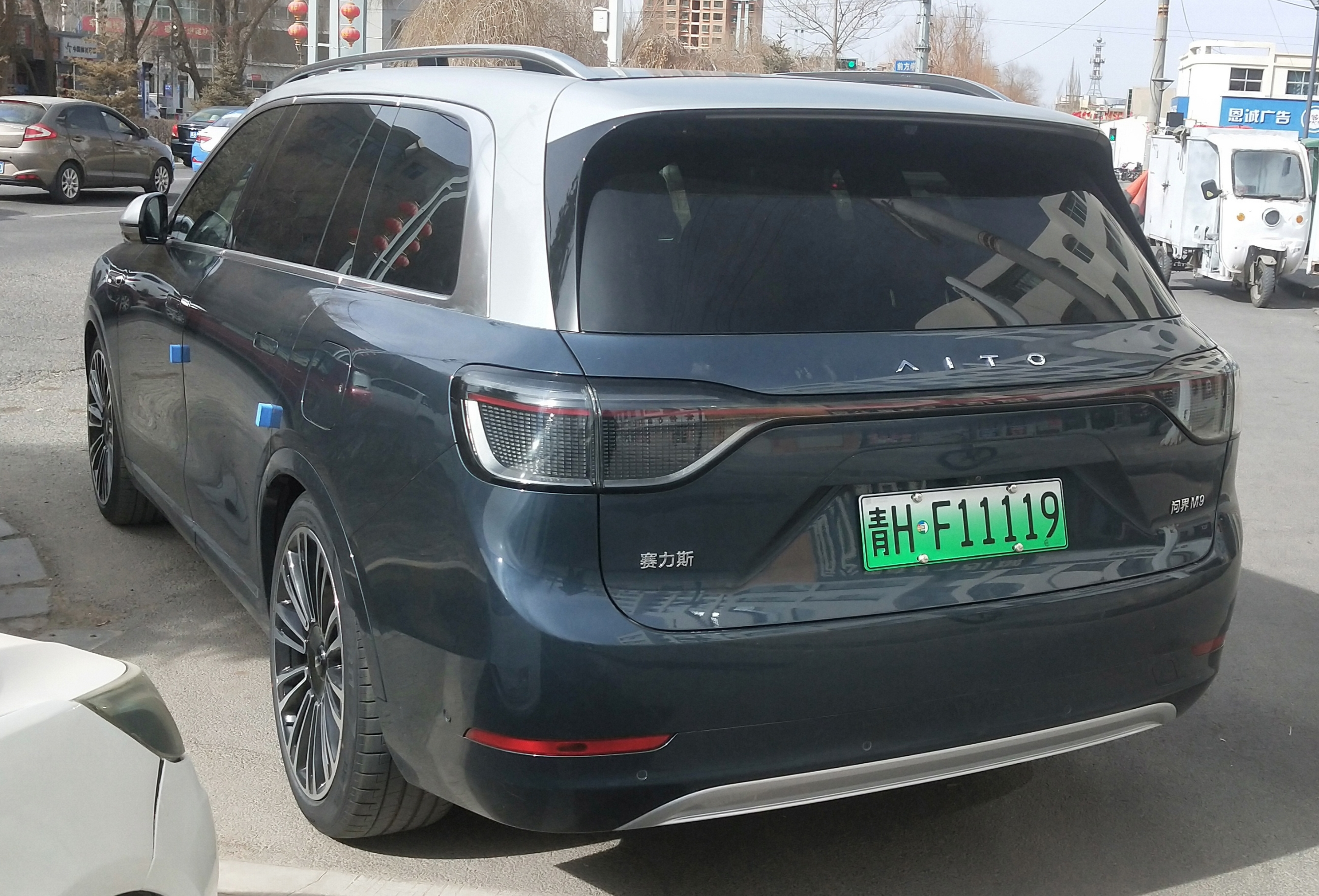
Aito M9 - tył

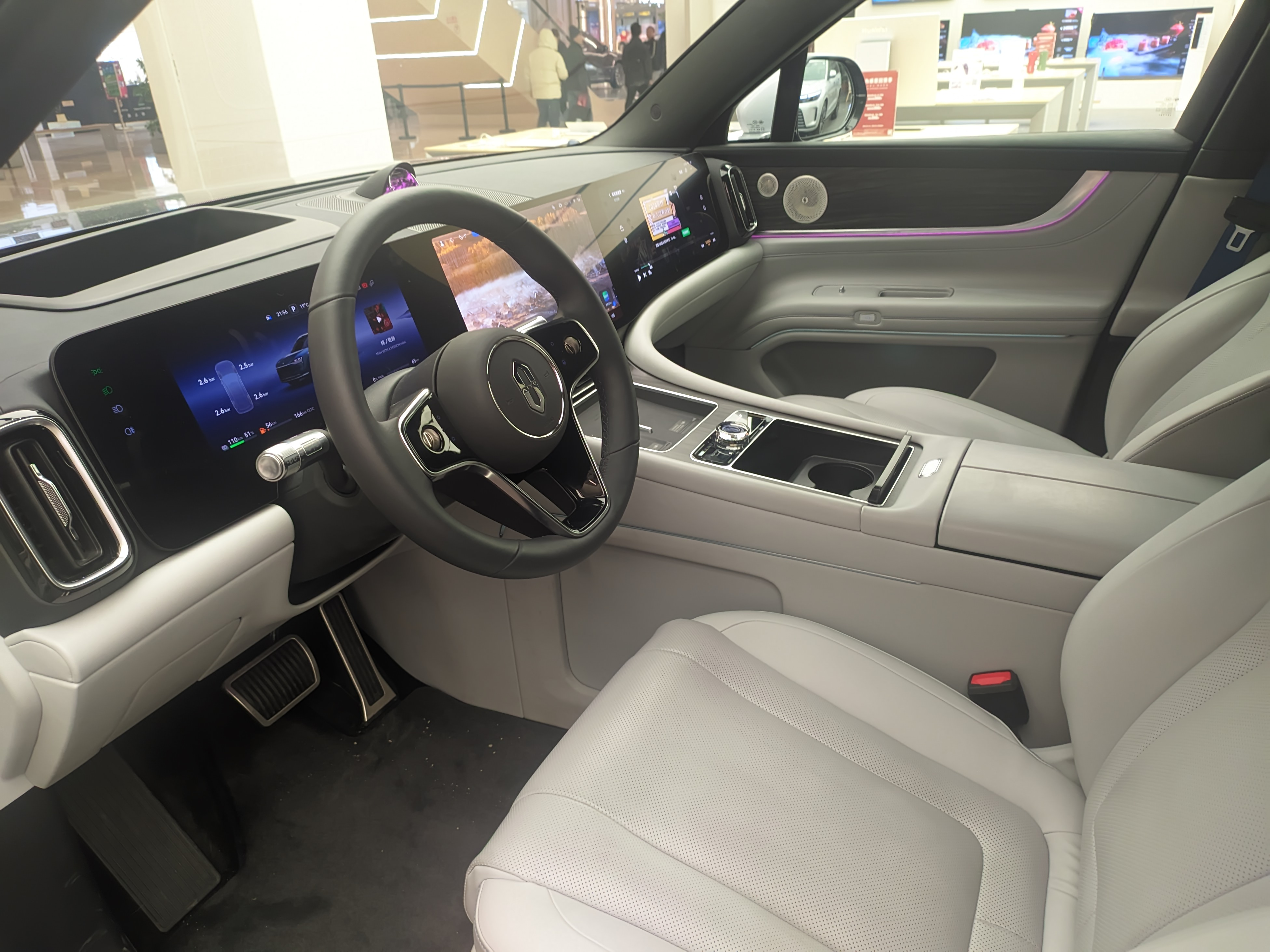
Aito M9 - kokpit

W listopadzie 2023 podczas Guangzhou Auto Show odbyła się premiera trzeciego i zarazem największego modelu w gamie powstałej przed 2 laty firmy Aito Auto. Model M9 przyjął postać pełnowymiarowego, luksusowego SUV-a z nadwoziem długim na ponad 5,2 metra i masywną, foremną sylwetką mogącą pomieścić do 6 pasażerów w trzech rzędach siedzeń.
Pod kątem stylistycznym Aito M9 wyróżniło się obszernymi reflektorami w kształcie odwróconych pięciokątów, które połączono listwami świetlnymi. Rozbudowane reflektory wzbogacono o segmenty mogące wyświetlać przed pojazdem komunikaty i obrazy, a także inteligentnie skanujące otoczenie w celu uniknięcia oślepienia innych kierowców lub pieszych. Samochód opcjonalnie pokryto dwubarwnym, kontrastowym lakierem przedzielonym chromowaną poprzeczką. Pomimo masywnego, długiego na 5,2 metra i wysokiego na 2 metry nadwozia, M9 zyskało relatywnie niski współczynnik oporu powietrza równy 0,264 Cd.
Luksusowo zaaranżowana kabina pasażerska zyskała trzy niezależne wyświetlacze na desce rozdzielczej, na czele z centralnym, o przekątnej 15,6 cala, obsługującym system multimedialny HarmonyOS 4 od Huawei. Chiński gigant technologiczny, współwłaściciel firmy Aito, dostarczył także system półautonomicznej jazdy ADS. Wnętrze utrzymano w luksusowej aranżacji, z pokryciem skórą nappa nie tylko foteli, ale i boczków drzwi oraz deski rozdzielczej. System nagłośnieniowy HarmonyOS złożył się z 25 głośników, a dla pasażerów tylnych dwóch rzędów siedzeń przewidziano po 4 ekrany na każde oparcie, z przekątną 10 cali i dostępem do systemu multimedialnego.

### Sprzedaż
Produkcja Aito M9 rozpoczęła się jeszcze przed oficjalną premierą, w październiku 2023, za cel obierając rodzimy rynek dynamicznie rozwijających się luksusowych hybrydowych SUV-ów. Jeszcze w listopadzie producent zebrał 20 tysięcy zamówień, a oficjalne dostawy do klientów rozpoczęły się miesiąc później.

### Dane techniczne
Aito M9 powstało głównie jako samochód hybrydowy, będąc pojazdem typu EREV, który łączy duży akumulator z relatywnie niewielkiej pojemności silnikiem spalinowym pełniącym funkcję jednostki wydłużającej zasięg w mieszanym cyklu spalinowo-elektrycznym. Turbodoładowany, 1,5-litrowy silnik benzynowy o mocy 150 KM połączono z dwiema jednostkami elektrycznymi o mocy 165 KM i 150 KM. Bateria wyróżniła się pojemnością 40 kWh, pozwalając na przejechanie w trybie czysto elektrycznym do ok. 175 kilometrów.
Ponadto, podobnie jak mniejszy model M5, tak i M9 przygotowany został także w wersji w pełni elektrycznej. Wyposażono ją w dwa silniki elektryczne umieszczone po jednym przy każdej z osi, rozwijając kolejno moc 214 KM i 308 KM. Duży akumulator o pojemności 97,7 kWh dostarczyła firma CATL, oferując ok. 630 kilometrów maksymalnego zasięgu.